# Carol Szathmari
Carol Szathmari (rumunsky Carol Popp de Szathmáry) (11. ledna 1812, Cluj – 3. června 1887, Bukurešť) byl rumunský malíř, tiskař a fotograf.
Jeho otcem byl Daniel Szathmari a matkou Suzanna Szathmari.
Od roku 1853 fotografoval ruská a turecká vojska v Krymské válce. Jeho snímky byly prvními fotografiemi z této války. Pro vyvolávání skleněných desek technikou kolodiového procesu používal vůz upravený na temnou komoru. Své válečné fotografie vystavoval na Světové výstavě v Paříži roku 1855.
V roce 1870 se mu narodil syn Alexandr Satmary.

## Galerie

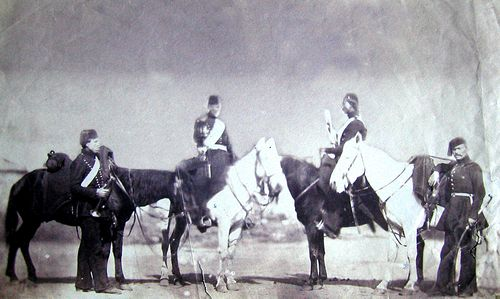
Turci, 1854
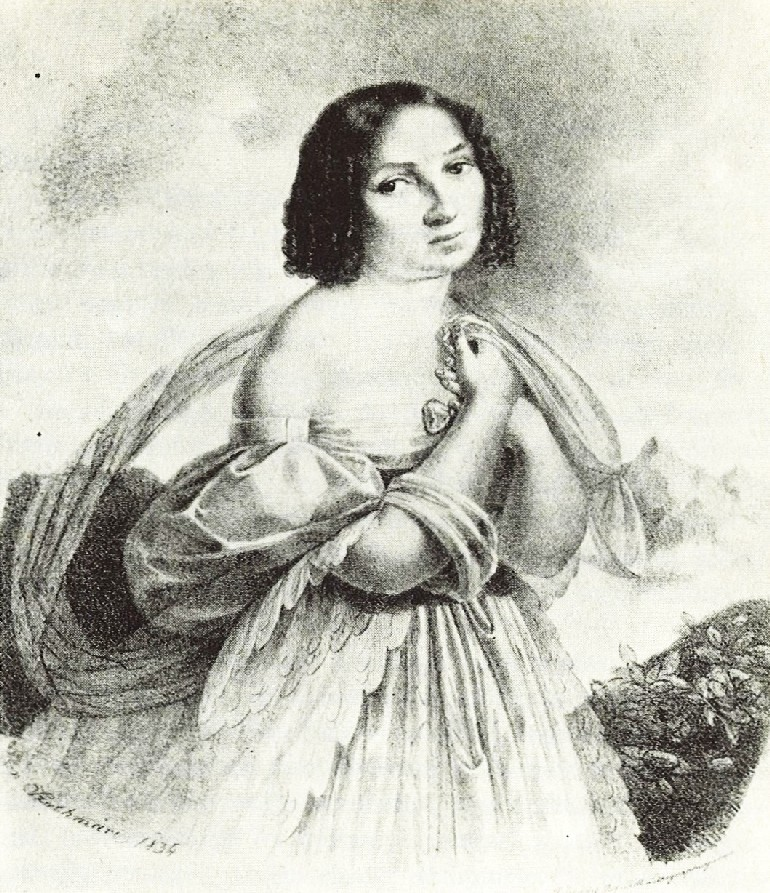
Déryné Széppataki Róza, litografie
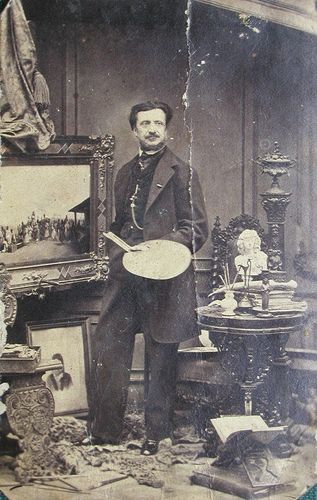
Autoportrét
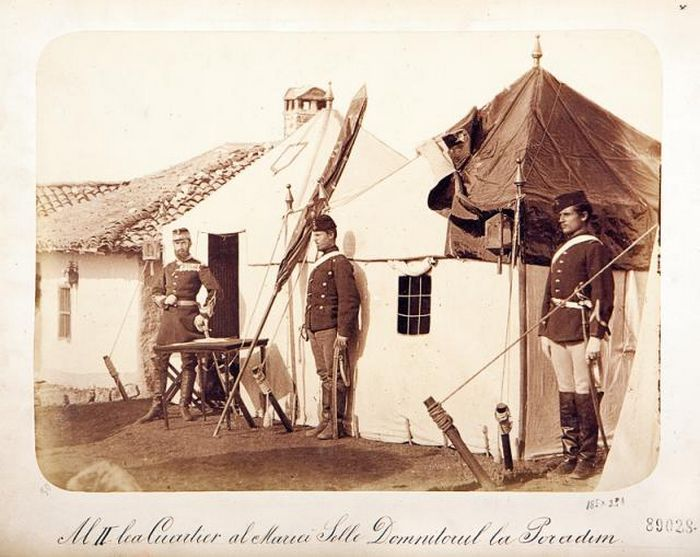
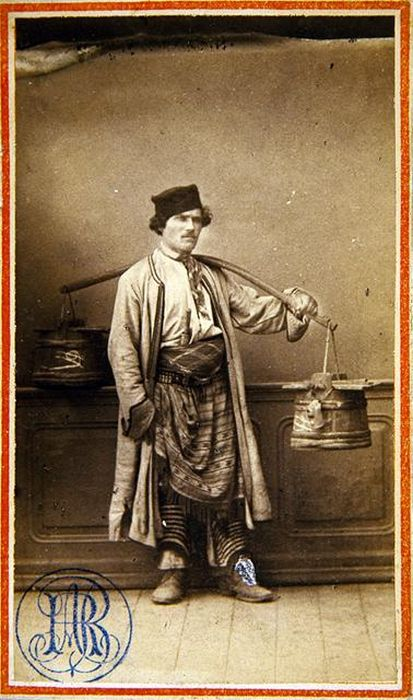
Mlékař
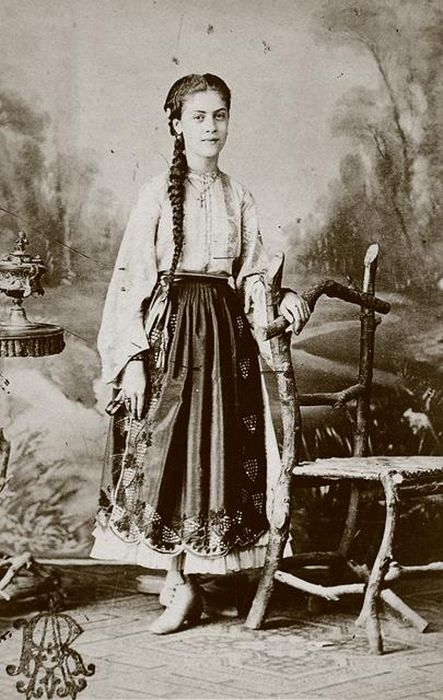
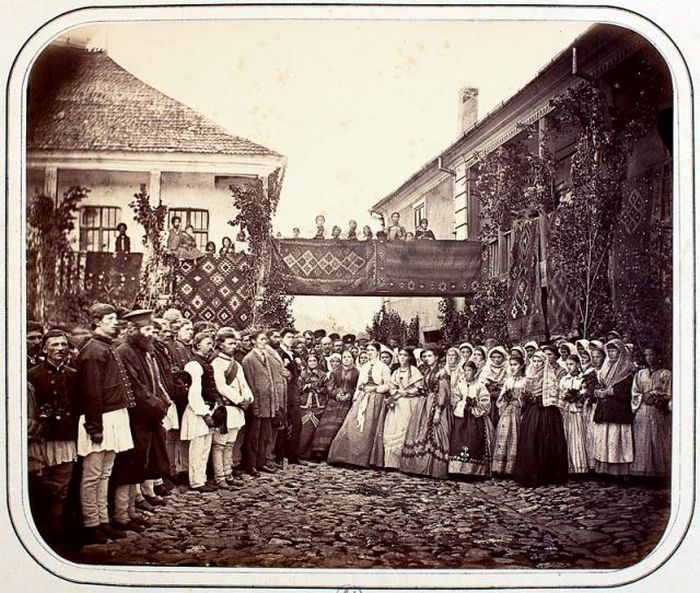
Rumunská vesnice
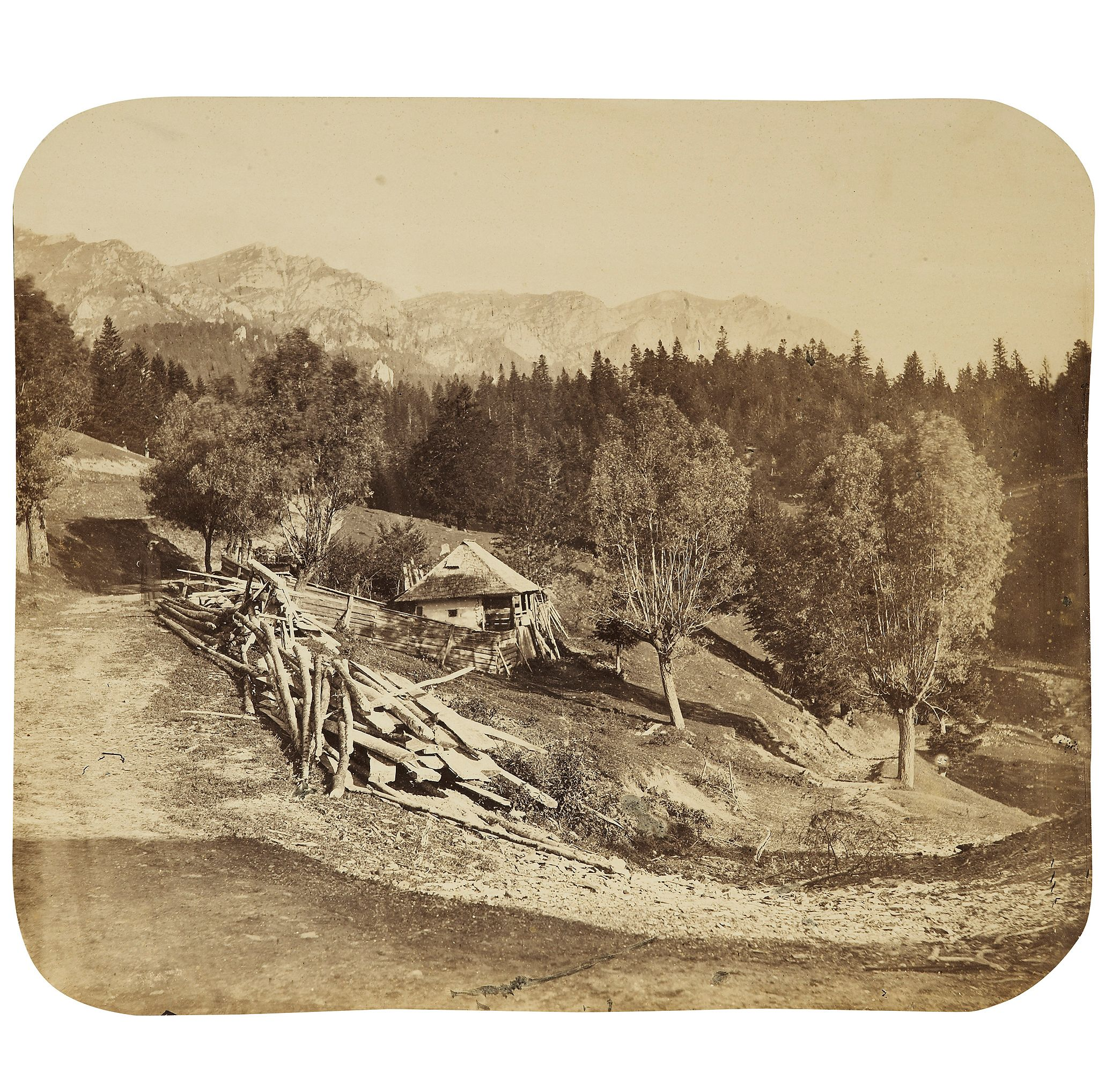
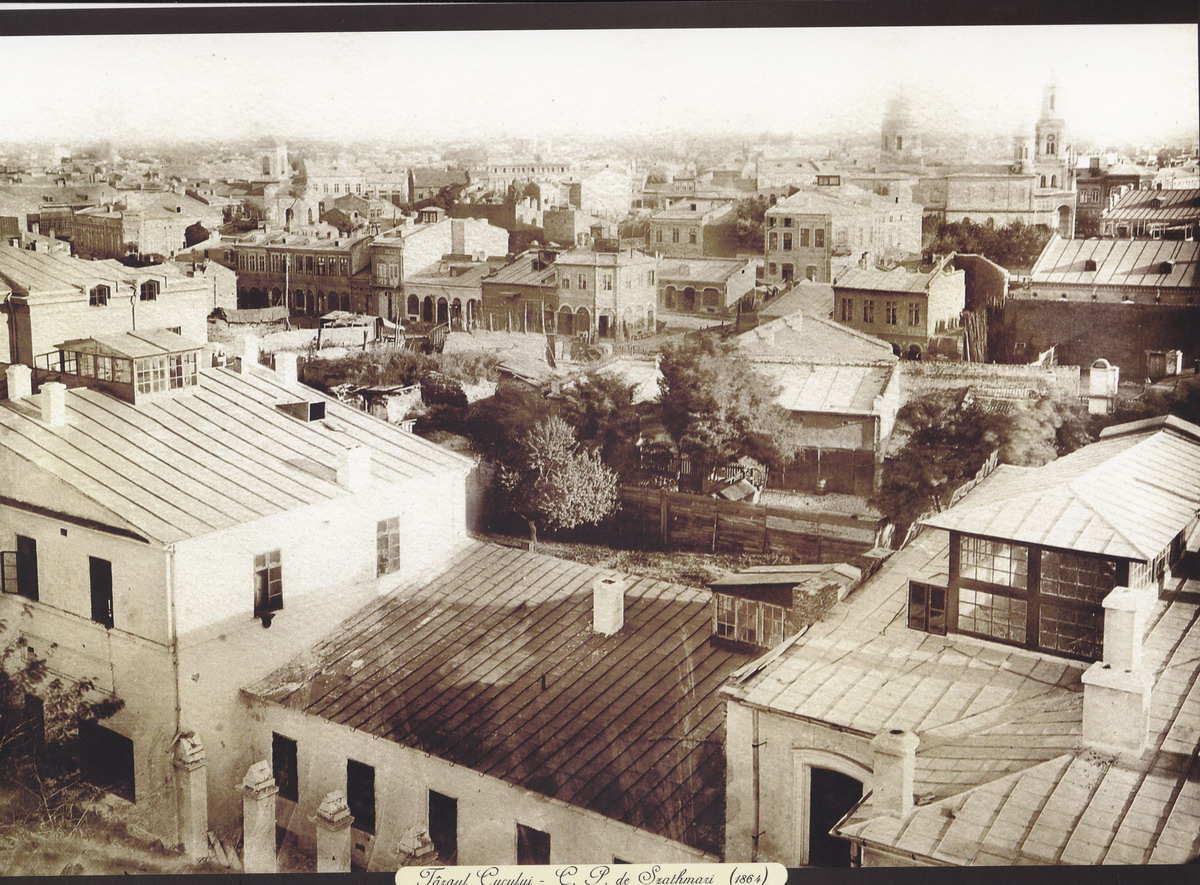
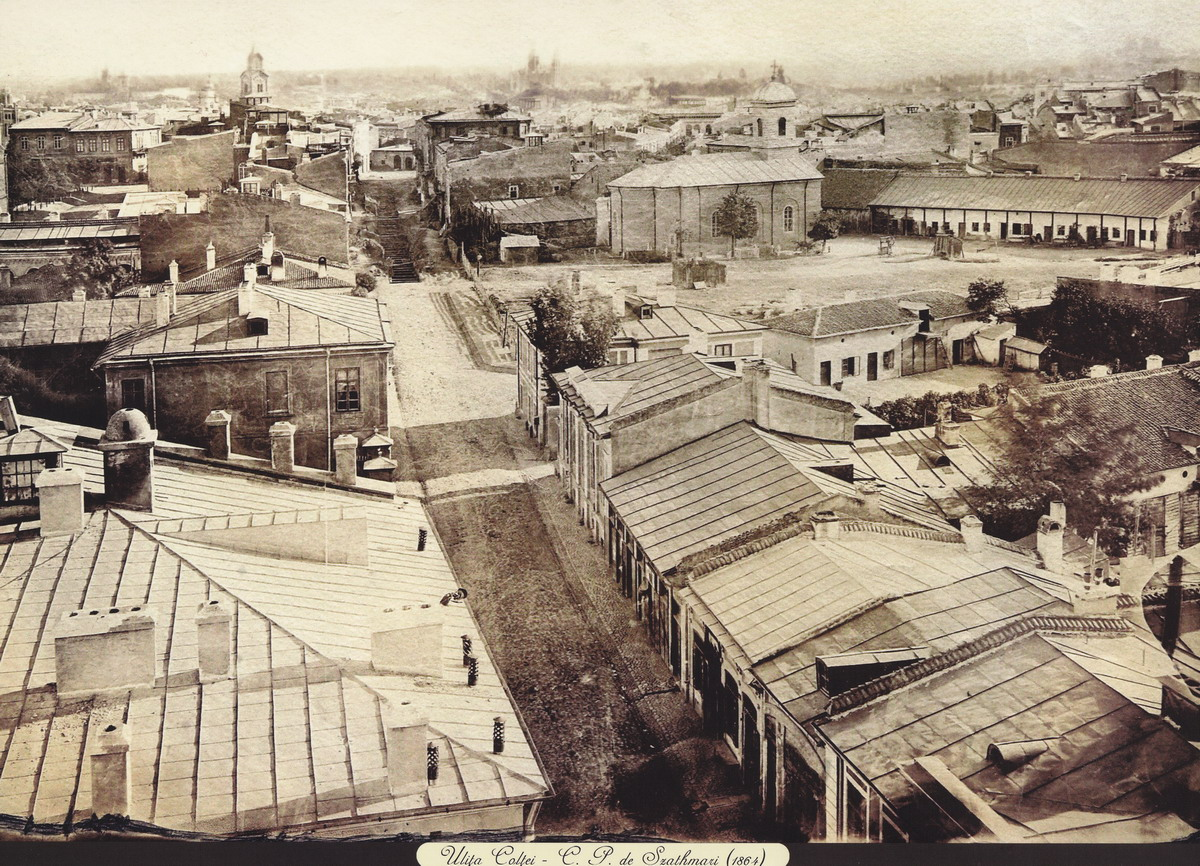
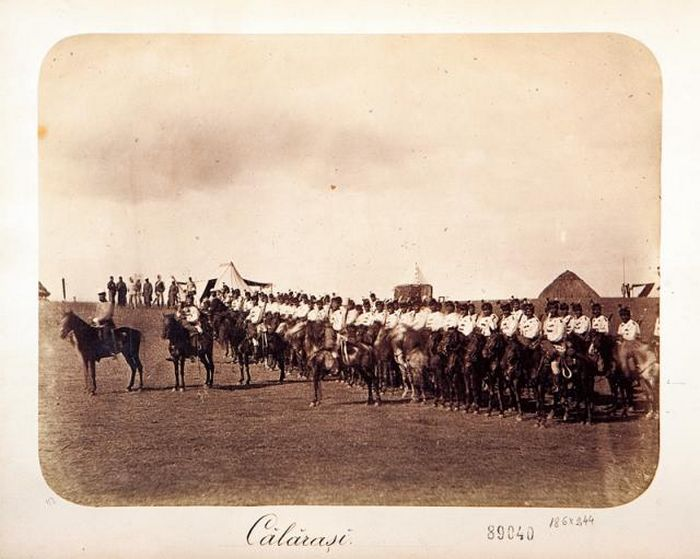
1877
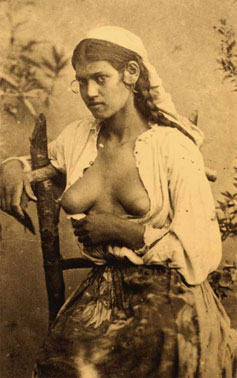
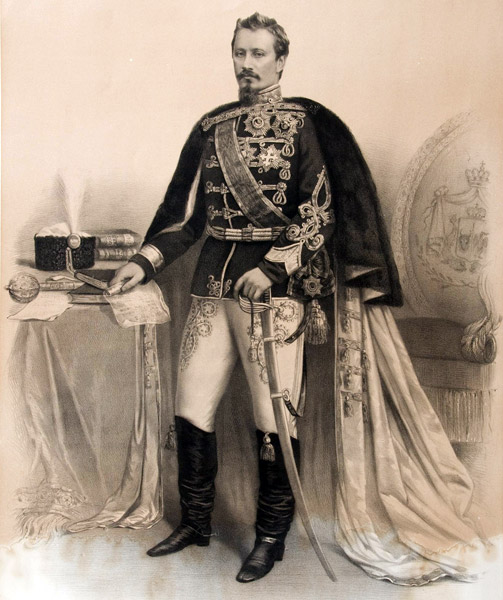